# Isohypsibius sellnicki
Isohypsibius sellnicki är en djurart som tillhör fylumet trögkrypare, och som först beskrevs av Mihelcic 1962.  Isohypsibius sellnicki ingår i släktet Isohypsibius och familjen Hypsibiidae. Inga underarter finns listade i Catalogue of Life.